# マーガレット・ワイズ・ブラウン
マーガレット・ワイズ・ブラウン（英語: Margaret Wise Brown, 1910年5月23日 - 1952年11月13日）はアメリカの児童文学作家で児童書の編集者。絵を引き立てるシンプルで美しい文を絵本画家に提供し、クレメント・ハード（Clement Hurd）挿絵によるおやすみなさいおつきさま（Goodnight Moon）や ぼくにげちゃうよ（The Runaway Bunny）など、多くの絵本作品を残した。瀬田貞二はブラウンを「絵本の座付き作者」と評している。

## 生涯
ニューヨーク ブルックリンのグリーンポイント界隈に、3人きょうだいの真ん中として生まれる。1923年、両親の家はコネチカットのカンタベリにあったがブラウンはウッドストックにある寄宿学校に入る。1926年、マサチューセッツのウェルズリーにあるダナホールスクールに入り、スポーツで活躍する。1928年に卒業すると、ブラウンはヴァージニア州ロアノーク郡にあるホリンズ・カレッジに進学する。
1932年、英語で文学士（B.A.）を取得してホリンズ・カレッジを卒業し、教師となり美術を学ぶ。
ニューヨーク市のバンク・ストリート・エクスペリメンタル・スクール（バンク・ストリート教育大学）のプログラムに参加した。ここに設けられていたセンターで子どものための本を書き始める。彼女の初めの本、When the Wind Blewは1937年にハーパー&ブラザーズ社から出版された。
バンク・ストリート教育大学の創設者 ルーシー・ミッチェルは、Here and Now（ここで今）の文学のほうが伝統的なおとぎ話やマザー・グースよりも子どもたちに与えるべきものを多く持つと考えて"Here and Now Story Book"(1921)を著し、1983年には父兄の一人、ウィリアム・R・スコットを説いて「ここで今」の文学を実現する出版社、ウィリアム・R・スコット社の創設に至る。
ブラウンはウィリアム・R・スコット社で初代編集者として多くの作家や画家による「子どものための現代の絵本」を出版していく傍ら、自分でもHere and Now（ここで今）の物語や、のちにはNoisy Book（おとのほん）シリーズを創作している。人気を博した作品、ガース・ウィリアムズ挿絵による The Little Fur Family（日本語題『ちっちゃなほわほわかぞく』）は1946年に出版された。同1946年には、ゴールデン・マクドナルドというペンネームでThe Little Island ( 日本語題「ちいさな島」、レナ-ド・ワイスガ-ド 挿絵)も上梓し、翌1947年に コールデコット・メダルを獲得している。1950年代初頭に執筆したリトル・ゴールデン・ブックス シリーズの本には、 The Color Kittens（日本語題「いろいろねこ」）, Mister Dog（日本語題「ミスタードッグ」、Sailor Dog 等がある。
ブラウンの本のまっすぐな語り口は、子どもに対して決して偉ぶることがなく、同時に、柔らかなウィットが親たちをも楽しませる。
それまで児童文学の主流であったおとぎ話や冒険譚に代わって、ブラウンは静かな瞬間とやさしい観察に焦点をあてる。
ブラウンの本にはものを言う動物たちがたくさん出てくるが、登場するものたちは幼い読者たちの興味を引き付け続ける人間らしさを見せている。
ブラウンの代表作のひとつ、おやすみなさいおつきさま（Goodnight Moon は1945年にはすでに書かれていたが、画家クレメント・ハードによる挿絵の完成を待って、1947年秋、ハーパー社から刊行され、初版の売り上げは6000部以上を数えた。しかし、こうした現代的な絵本に批判的な意見がなかったわけではない。ニューヨーク図書館のアン・キャロル・ムアは同図書館の推薦図書リストにこの本を加えることをよしとしなかった。
友人たちから「ブラウニー」と呼ばれていたブラウンは、スペイン王子フアン（フアン・カルロス1世の父）とデートする一方で、1940年夏からは詩人・劇作家・女優でジョン・バリモアの元妻でもあるMichael Strange (芸名 Blanche Oelrichs)と長い関係を持ち始めた。この関係は、指導的なものから始まって、次第にロマンティックなものとなり、1943年にはマンハッタンのグレイシー・スクウェアで一緒に暮らすようになった Strangeはブラウンより20歳年長で、1950年に世を去る。
1952年、ブラウンは パーティでジェイムズ・スティルマン・ロックフェラー・ジュニアと出会い、婚約する。
その同じ年、フランスのニースへの旅の途上で、塞栓のため、42歳で急死した。
卵巣嚢腫の緊急手術を受けて2週間後のことであった。皮肉にも、いかに快調かを医者に見せるために足を振り上げたそのせいで、足に生じていた血栓ができた場所からはずれて血管を通って心臓に至ったのである。
ブラウンは亡くなるまでに百冊以上の本を出していた。彼女の灰は彼女の故郷の島、メイン州ヴィナルヘイヴンの"The Only House"に散骨された。
ブラウンは、「おやすみなさい おつきさま」や「ぼくにげちゃうよ」を含む自著の多くの印税を近所に住む9歳の少年、アルバート・クラークに遺贈した。2000年、ジョシュア・プレガーはクラークの悩み多き人生をウォールストリートジャーナルで詳しく報じた。本が稼ぐ何百万ドルもを浪費し、ワイズ・ブラウンは自分の母なのだと信じたが、他人には取り合ってもらえなかったという。
ブラウンが亡くなった時、70以上もの未出版の原稿が残された。彼女の姉妹、Roberta Brown Rauchはそれらを売ろうとしてうまくいかず、杉のトランクに何十年もしまっておいた。1991年、ウォーターマーク社のエイミー・グレイがクリップ留めされた500枚以上のタイプ原稿を再発見し、さっそくこれらの物語の出版にとりかかった。
ブラウンの本の多くは、初版から何十年もあとになって挿絵も新たに再出版されている。初版時の挿絵のままに出版され続けている本はさらに多い。
彼女の本はいくつかの言語に翻訳されている。ブラウンの子ども向けの伝記は、レナード・S・マーカスによるものが1999年（ハーパー・ペーパーバック）に、ジル・C・ウィーラーによるものが2006年（チェッカーボード社）に刊行されている。

## 主な作品
When the Wind Blew (Harper & Brothers, 1937)
絵：Geoffrey R. Hayes
The Runaway Bunny (Harper & Row, 1942)
絵：クレメント・ハード（Clement Hurd）
日本語題：ぼくにげちゃうよ、岩田 みみ訳
A Child's Good Night Book(1943)
絵：ジャン・シャロー（Jean Charlot）
日本語題：おやすみなさいのほん、石井桃子訳、福音館書店、1962、ISBN 9784834000054
They All Saw It (Harper & Brothers, 1944)
写真：イーラ（Ylla）
The Little Fur Family (Harper & Brothers, 1946)
絵：ガース・ウィリアムズ（Garth Williams）
日本語題：ちっちゃなほわほわかぞく、谷川俊太郎訳
The Little Island (Doubleday, 1946)
ゴールデン マクドナルド名義
絵：レナード・ワイスガード（Leonard Weisgard）
日本語題：ちいさな島、谷川 俊太郎訳
Goodnight Moon (Harper & Brothers, 1947)
絵：クレメント・ハード（Clement Hurd）
日本語題：おやすみなさい おつきさま、せた ていじ訳
The Sleepy Little Lion (Harper & Brothers, 1947)
写真：イーラ（Ylla）
日本語題：ねむい ねむい ちいさな ライオン、ふしみみさを訳
Wait till the Moon is Full (Harper & Brothers, 1948)
絵：ガース・ウィリアムズ（Garth Williams）
日本語題：まんげつのよるまでまちなさい、まつおか きょうこ訳、
The Important Book (Harper & Brothers, 1949)
絵：レナード・ワイスガード（Leonard Weisgard）
日本語題：たいせつなこと、うちだ ややこ訳
The Color Kittens (Little Golden Books, 1949)
絵：アリス&マーティン・プロベンセン（Alice and Martin Provensen）
日本語題：いろいろねこ、木原悦子訳
My World:a companion to GOODNIGHT MOON (Harper, 1949)
絵：クレメント・ハード（Clement Hurd）
『おやすみなさい おつきさま』姉妹編
日本語題：ぼくの せかいを ひとまわり、おがわひとみ訳
O Said the Squirrel (London：Harvill Press, 1950)
写真：イーラ（Ylla）
Fox Eyes (Pantheon, 1951)
絵：ガース・ウィリアムズ（Garth Williams）
日本語題：キツネが コッホン、内海まお訳
The Duck(Harper & Brothers； London： Harvill Press, 1952)
写真：イーラ（Ylla）
日本語題：せかいを みにいった アヒル、ふしみみさを訳、徳間書店、2009年、ISBN 978-4-19-862690-7
Mister Dog:The Dog Who Belonged to Himself (Golden Press, 1952)
絵：ガース・ウィリアムズ（Garth Williams）
日本語題：ミスタードッグ ぼくは ぼくだけの ぼく、木本栄訳
Scuppers the Sailor Dog (Little Golden Books, 1953)
絵：ガース・ウィリアムズ（Garth Williams）
日本語題：キャプテンうみへいく、ひがしはるみ訳
Big Red Barn (Addison-Wesley, 1954)
絵：フェリシア・ボンド（Felicia Bond）
日本語題：おおきなあかいなや、えくにかおり訳
Three Little Animals (Harper & Brothers, 1956)
絵：ガース・ウィリアムズ（Garth Williams）
日本語題：さんびきのちいさいどうぶつ、いぬいゆみこ訳
Home for a Bunny (Golden Press, 1956)
絵：ガース・ウィリアムズ（Garth Williams）
日本語題：うさぎのおうち、松井るり子訳
Another Important Book (Joanna Cotler Books, 1999)
絵：Chris Raschka
出版は没後
"The Noisy Book" シリーズ
The Noisy Book
絵：レナード・ワイスガード（Leonard Weisgard）
日本語題：きこえるきこえる、よしがみきょうた訳 小峰書店、1998年、ISBN 4-338-12605-1
The quiet noisy book
絵：レナード・ワイズガード
日本語題：しずかでにぎやかなほん、谷川俊太郎訳、童話館出版、1996年 ISBN 4-924938-61-0
The summer noisy book
絵：レナード・ワイズガード
日本語題：きこえるきこえるなつのおと、よしがみきょうた訳、小峰書店、1998年、ISBN 4-338-12607-8
The winter noisy book
日本語題：きこえるきこえるふゆのおと、よしがみきょうた訳、小峰書店、1998年、ISBN 4-338-12606-X
The indoor noisy book
絵：レナード・ワイズガード
日本語題：おへやのなかのおとのほん、江國香織訳、ほるぷ出版、2004年、ISBN 4-593-50431-7
The country noisy book
絵：レナード・ワイズガード
日本語題：なつのいなかのおとのほん、江國香織訳、ほるぷ出版、2005年、ISBN 4-593-50437-6
The seashore noisy book
絵：レナード・ワイズガード
日本語題：うみべのおとのほん、江國香織訳、ほるぷ出版、2007年、ISBN 978-4-593-50492-3